# Nachtfahrverbot
Das Nachtfahrverbot ist eine Maßnahme zur Verkehrsbeeinflussung, die bestimmten Verkehrsteilnehmern die Benutzung von Straßen zu einer bestimmten Zeit während der Nacht untersagt. Neben Nachtfahrverboten für Lastwagen gibt es auch entsprechende Verbote für Motorräder.
Ein Nachtfahrverbot zielt in erster Linie darauf ab, die Nachtruhe von Anwohnern der betroffenen Straßen (meist Hauptstraßen oder Fernstraßen) sicherzustellen.

## Deutschland

### Rechtliches
Die Durchführung der Straßenverkehrsordnung und damit auch die Verhängung von Nachtfahrverboten ist nach dem Grundgesetz Aufgabe der Länder bzw. deren Straßenverkehrsbehörden. Der Verstoß gegen das Nachtfahrverbot stellt eine Ordnungswidrigkeit nach § 24 des Straßenverkehrsgesetzes dar und wird nach dem Bußgeldkatalog Nr. 164 mit einem Regelsatz von 60 Euro sowie einem Punkt im Fahreignungsregister bestraft.

### Kraftfahrzeuge, Autobahnmaut und Nachtfahrverbot
Seit der Einführung der Autobahnmaut für LKW am 1. Januar 2005 in Deutschland weichen viele Berufskraftfahrer auf Bundes-, Landes- und Kreisstraßen aus. Mit der 15. Verordnung zur Änderung der Straßenverkehrsordnung wurde Ende 2005 die rechtliche Grundlage für die nächtliche Sperrung von Bundesstraßen für den LKW-Durchgangsverkehr über 12 Tonnen beschlossen, die vom hessischen Verwaltungsgericht inzwischen aufgehoben worden ist. Die Sperrung der regionalen Straßen im Zuge vom sog. Maut-Ausweichverkehr wird vom Bundesamt für Güterverkehr (BAG) kontrolliert, aber auf Länderebene umgesetzt hat sie jedoch grundsätzlich weiterhin Bestand, wenn Anwohner über das vertretbare Maß hinaus belästigt und vor allem durch den LKW-Verkehr gefährdet werden, sowie aus Umweltgründen. Welche Fahrverbote wo gelten sollen, fällt in den Hoheitsbereich der Bundesländer.
Nur in Ausnahmefällen, so zum Beispiel bei großen Vollsperrungen der Hauptverkehrsachsen, kann die Polizei in Absprache mit dem Bundesamt für Güterverkehr (BAG) – wegen Meldepflicht – temporär das Nachtfahrverbot aufheben.

### Schienenfahrzeuge
Laut Koalitionsvertrag ist für Deutschland ein Nachtfahrverbot für Güterwagen geplant wenn nicht bis 2016 wenigstens 50 % der Güterwagen auf Flüsterbremsen umgerüstet sind. Von den 172.500 Güterwagen verfügen bisher nur etwa 20 % der Wagen über Flüsterbremsen. Die Umrüstung aller Güterwagen auf Flüsterbremsen ist bis 2020 geplant. Berichten zufolge ist eine örtliche zeitliche Beschränkung als auch die der Geschwindigkeit mit dem EU-Recht vereinbar.

## Österreich
Die österreichische Regierung hat ein Nachtfahrverbot ab dem 1. Dezember 1989 erlassen, um Bevölkerung und die Natur vor den Folgen des Alpentransitverkehrs durch die vielen LKW zu schützen. Ausnahmen gelten für Lärmarme Kraftfahrzeuge.
Für die Zeit von 22 bis 5 Uhr betrifft es Lastkraftwagen mit über 7,5 Tonnen und mehr als 80 dB Fahrgeräusch. Schon ab 1994 wurde das Nachtfahrverbot auf leisere LKW ausgedehnt. Hier sollte die problematische Zunahme des Güterverkehrs auf den Straßen gebremst werden, weil von 1970 bis 1991 in Österreich fast 600 Prozent der Schienenverkehr in der Güterbeförderung zurückgegangen war. Durch die Einführung des Nachtfahrverbots ging der LKW-Verkehr um 10 Prozent zurück und die Zahl der grenzüberschreitenden LKW-Nachtfahrten reduzierte sich erheblich. Im ersten Jahr des Nachtfahrverbots stieg der Anteil der leisen LKW von 7 Prozent (1989) auf 55 Prozent (1990).
In Tirol wurde ab 1. November 2004 ein Abschnitt der A12 Inntal Autobahn bzw. der A13 Brenner Autobahn für 46 Kilometer an Werktagen, ein ganzjähriges Nachtfahrverbot von sieben auf neun Stunden verlängert, d. h. zwischen 20.00 und 5.00 Uhr festgelegt. In den Wintermonaten gilt das Nachtfahrverbot bereits auch ab 20.00 Uhr vom 1. November bis 30. April. Ausgenommen sind unter anderem davon Transporte mit leicht verderblichen Lebensmitteln mit einer Haltbarkeit von nur wenigen Tagen. Hier gelten im Zusammenhang mit den Lebensmitteln die gleichen Voraussetzungen wie bei der deutschen Ferienreiseverordnung.
Seit 1. November 2012 dürfen auf der Inntalautobahn zwischen Kufstein und Zirl in den Nachtstunden nur noch LKW mit Euro 5 fahren. Mindestens bis Ende 2020 bleiben Euro-6-LKW vom sektoralen Nachtfahrverbot in Tirol ausgenommen.

## Schweiz
Ein Nachtfahrverbot trat in der Schweiz bereits am 1. Juli 1934 in Kraft Es wurde zur Verbesserung der Verkehrssicherheit eingeführt um übermüdetes Fahren zu verhindern. Für schwere Nutzfahrzeuge über 3,5 Tonnen gilt nach Art. 2 Abs. 2 SVG ein ganzjähriges Nachtfahrverbot, d. h. es besteht zwischen 22 und 5 Uhr ein generelles Fahrverbot.
Nur für dringende Sonderfälle, z. B. infolge der COVID-19-Pandemie, werden Ausnahmebewilligungen für unvermeidbare Nachtfahrten erteilt. Ausnahmebewilligungen sind beim Kanton, in welchem die bewilligungspflichtige Fahrt beginnt, einzureichen. Bei Fahrten aus dem Ausland sind die bewilligungspflichtigen Fahrten beim Einfahrtskanton einzureichen.